# TohoeWabohoe
Cabaretduo TohoeWabohoe (Hebreeuws voor "woest en ledig") is in 2008 ontstaan uit het gelegenheidsduo Paul van Noort en Jelle Riet die al jaren op het Flevo Festival als huistroubadours het medewerkersprogramma voorzagen van een dagjournaal in een lied. Naar aanleiding daarvan hebben zij besloten een cabaretduo te vormen en mee te doen aan cabaretfestival Kleinzalig. Zij wonnen daar de publieksprijs. 

## Programma
Het eerste programma "Leeg en Vormloos" wordt "on the fly" geschreven. Er is nog geen vastomlijnd programma. Wel is in de loop van 2009 Reyald Bogerd van Voorwaar betrokken geraakt om te regisseren. TohoeWabohoe noemt zich christelijk cabaretduo omdat ze vanuit hun identiteit als christen schrijven. Ze zeggen echter niet alleen voor christenen te willen spelen. Gemiddeld treedt het duo jaarlijks tussen de tien en twintig keer op.
Eind 2011 kwam TohoeWabohoe met alternatieve kerkdienst "Geen Dienst", wel specifiek voor de christelijke en randkerkelijke doelgroep. Deze theaterkerkdienst of jeugddienst behandelt het thema twijfel. Het voor dit programma geschreven nummer "Dan lijkt de hemel dicht te zijn" is in mei 2012 verschenen op de door Goedgelovig.nl uitgebrachte cd "Heer ik Twijfel"

## Landelijke media
Tohoe Wabohoe haalde de landelijke media (tv-programma urbi@orbi) tijdens de finale van Kleinzalig. Later werden zij gevraagd voor OBA live, een cultureel programma op Radio 5, waar zij drie keer te gast waren. Ze werden tijdens het Xnoizz Flevo Festival 2009 geïnterviewd voor Dit is de dag op Radio 1. Verder haalden zij de landelijke pers door een open brief te schrijven aan de EO om te protesteren tegen het annuleren van het televisieprogramma "Loopt een man over het water...".